# Christopher John Olver
Christopher John Olver, född 23 april 1961 i Manchester, England, är en engelsk rugbyspelare. Han spelade i Englands herrlandslag i rugby union 1990-1992 och deltog i rugby-VM 1991.
Olver debuterade i landslaget den 3 november 1990 i en landskamp mot Argentina. Hans spelarposition var kratsare (hooker).